# Amédée de Savoie-Aoste (1898-1942)
Pour les articles homonymes, voir Amédée de Savoie-Aoste.
Titre
Vice-roi d'Éthiopie
21 décembre 1937 – 19 mai 1941
(3 ans, 4 mois et 28 jours)
Amédée de Savoie-Aoste (en italien : Amedeo di Savoia-Aosta), troisième duc d'Aoste sous le nom d'Amédée II d'Aoste,,, est né le 21 octobre 1898 à Turin, en Italie et mort le 3 mars 1942 à Nairobi, au Kenya. Membre de la maison de Savoie, il a été vice-roi d'Éthiopie après sa conquête par l'Italie fasciste.

## Famille
Amédée est le fils du prince Emmanuel-Philibert de Savoie-Aoste (1869-1931), deuxième duc d'Aoste, et de la princesse Hélène d'Orléans. Par son père, il est le petit-fils du roi Amédée Ier d'Espagne (1845-1890) tandis que, par sa mère, son grand-père est un prétendant orléaniste au trône de France, Philippe d'Orléans, comte de Paris. Par sa mère, il est l'arrière-arrière-petit-fils du roi des Français Louis-Philippe Ier.
Le 5 novembre 1927, le prince épouse à Naples, au palais royal, puis à la basilique San Francesco di Paola, sa cousine germaine Anne d'Orléans (1906-1986), fille du prétendant orléaniste au trône de France, Jean d'Orléans, duc de Guise, et de son épouse, la princesse Isabelle d’Orléans (1878-1961). De ce mariage naissent deux filles :
- Marguerite de Savoie-Aoste (née le 7 avril 1930 à Naples et morte le 10 janvier 2022 à Bâle[6]) qui épouse, le 28 décembre 1953, l'archiduc Robert de Habsbourg-Lorraine (1915-1996), deuxième fils de l'empereur austro-hongrois, Charles Ier[7] ;
- Marie-Christine de Savoie-Aoste (née le 12 septembre 1933 au château de Miramare, à Trieste en Italie et morte le 18 novembre 2023 à São Paulo au Brésil[8]) qui épouse, le 29 janvier 1967, Casimir de Bourbon (1938), prince des Deux-Siciles ; d'où quatre enfants[9].

Par sa fille Marguerite, le prince Amédée est le grand-père de Lorenz de Habsbourg-Lorraine (1955), « archiduc d'Autriche-Este », duc de Modène et prince de Belgique par son mariage avec la princesse Astrid de Belgique (1962).

## Biographie
Le prince Amédée fait des études au collège d’Eton puis à l’université d’Oxford, en Angleterre. Il apprécie la chasse au renard et le polo. Le prince Amédée était un homme de très grande taille. Selon Amedeo Guillet, un journaliste s’est un jour adressé à lui en l’appelant « Votre Grandeur » et le duc d’Aoste lui a répondu : « 198 centimètres ! ».

La campagne d'Érythrée (1941).

Pendant la Première Guerre mondiale, il combat dans l’artillerie italienne. En 1921, il quitte l’armée et part voyager en Afrique. Cependant en 1926 il ne tarde pas à rejoindre à nouveau l’armée et prend le brevet de pilote militaire. En 1927 il épouse sa cousine la princesse Anne d'Orléans. Soutenant le régime fasciste, il participe à la conquête de la Libye sous les ordres du maréchal Rodolfo Graziani.
En 1932, le prince rejoint les forces aériennes italiennes. Après la seconde guerre italo-éthiopienne et la conquête de l'Éthiopie, il en est nommé vice-roi par Mussolini en 1937, puis gouverneur général (et commandant en chef) de l'Afrique orientale italienne. La même année, il dirige les forces italiennes lors de la campagne d'Afrique de l'Est. Il organise alors la conquête du Somaliland britannique et la défense des colonies italiennes d’Afrique. Puis, incapable de résister à l'avancée des Alliés, en particulier britanniques, il capitule le 18 mai 1941 à Amba Alagi, après la bataille d'Amba Alagi (1941) au sud de Mäqällé/Mekelle.
Le duc d’Aoste meurt de tuberculose et de malaria dans un camp de prisonniers à Nairobi, au Kenya, le 3 mars 1942. Son frère, le prince Aymon de Savoie-Aoste (1900-1948) lui succède alors comme duc d’Aoste.

## Postérité
Le comte Galeazzo Ciano, ministre des Affaires étrangères de Mussolini (et également gendre du Duce), a brossé un portrait flatteur du duc d'Aoste dans son journal.
Le negus d’Éthiopie Haïlé Sélassié Ier a été impressionné par le respect et le soin avec lesquels le duc d’Aoste a traité les propriétés personnelles qu'il avait laissées derrière lui à Addis-Abeba. En geste de remerciement, l’empereur a invité, en 1953, la veuve du duc à prendre le thé avec lui lors d'une visite officielle en Italie. Cependant, le gouvernement italien a considéré que le fait de recevoir la duchesse serait une offense à la République et la visite a été annulée. Au milieu des années 1960, le negus a invité en Éthiopie le cinquième duc d’Aoste, Amédée de Savoie (1943), et lui a accordé tous les honneurs réservés aux souverains étrangers.[réf. nécessaire]
Dans Le Lion du désert (titre arabe أسد الصحراء, anglais Lion of the Desert), film américano-libyen de Moustapha Akkad sorti en 1981, le rôle du prince est tenu par l’acteur allemand Sky du Mont.